# Toby Sebastian

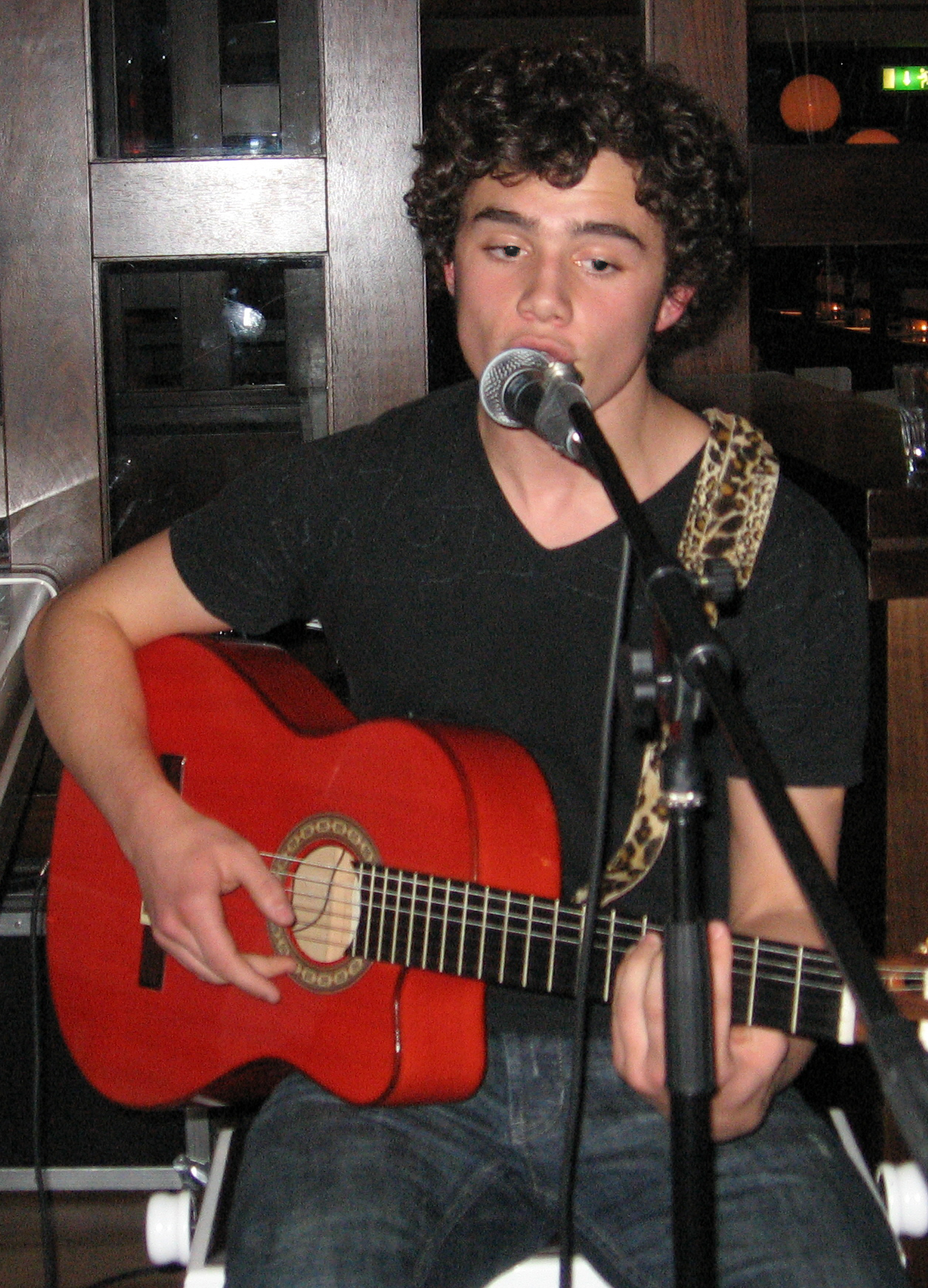
Toby Sebastian in Oxford, England

Toby Sebastian (* 26. Februar 1992 in Oxford, England als Sebastian Toby Pugh) ist ein britischer Schauspieler.

## Werdegang
Toby Sebastian wuchs mit drei Schwestern, darunter Florence Pugh, die ebenfalls als Schauspielerin aktiv ist, im spanischen Andalusien auf. Sein Vater Clinton ist ein Restaurateur und besitzt die Cafe Coco-Kette in Oxford. Die Mutter Deborah studierte Tanz an der Tring Park School for the Performing Arts.
Sebastian ist seit 2012 als Schauspieler aktiv. 2013 spielte er als Russel in dem Film The Philosophers – Wer überlebt?. 2015 war er außerdem in dem Film Secret Agency – Barely Lethal als Cash Fenton zu sehen. Im selben Jahr übernahm er die Rolle des Trystane Martell in der Fernsehserie Game of Thrones, die er für zwei Jahre innehatte. 2018 war er in einer zentralen Rolle im Film Trading Paint an der Seite von John Travolta zu sehen.
2019 veröffentlichte er die EP Hamliar, die auf diversen Musikstreamingplattformen veröffentlicht wurde.

## Filmografie (Auswahl)
- 2012: The Hollow Crown (Fernsehserie, Episode 1x02)
- 2013: The Philosophers – Wer überlebt? (After the Dark)
- 2014–2017: The Red Tent (Miniserie, 3 Episoden)
- 2015: Secret Agency – Barely Lethal (Barely Lethal)
- 2015–2016: Game of Thrones (Fernsehserie, 5 Episoden)
- 2017: The Music of Silence (La musica del silenzio)
- 2018: The Secret
- 2019: Burning Speed – Sieg um jeden Preis (Trading Paint)
- 2019: Music, War and Love
- 2024: Perfect Match